# Diócesis de Dedza
La diócesis de Dedza (en latín: Dioecesis Dedzaën(sis) y en inglés: Roman Catholic Diocese of Dedza) es una circunscripción eclesiástica latina de la Iglesia católica en Malaui, sufragánea de la arquidiócesis de Lilongüe. La diócesis tiene al obispo Peter Chifukwa como su ordinario desde el 8 de mayo de 2021.

## Territorio y organización
La diócesis tiene 4250 km² y extiende su jurisdicción sobre los fieles católicos de rito latino residentes en los distritos de Dedza y Ntcheu, en la región Central.
La sede de la diócesis se encuentra en la ciudad de Dedza, en donde se halla la Catedral de la Sagrada Familia.
En 2021 en la diócesis existían 17 parroquias.

## Historia
El vicariato apostólico de Dedza fue erigido el 29 de abril de 1956 con la bula Etsi cotidie del papa Pío XII, obteniendo el territorio de los vicariatos apostólicos de Likuni (hoy arquidiócesis de Lilongüe) y de Zomba (hoy diócesis de Zomba).
El 25 de abril de 1959 el vicariato apostólico fue elevado a diócesis con la bula Cum christiana fides del papa Juan XXIII.
Originalmente sufragánea de la arquidiócesis de Blantire, el 9 de febrero de 2011 pasó a formar parte de la provincia eclesiástica de la arquidiócesis de Lilongüe.

## Estadísticas
De acuerdo al Anuario Pontificio 2022 la diócesis tenía a fines de 2021 un total de 378 670 fieles bautizados.
| Año                                                                             | Población            | Población | Población      | Sacerdotes | Sacerdotes    | Sacerdotes    | Bautizados por sacerdote | Diáconos permanentes | Religiosos | Religiosos | Parroquias |
| Año                                                                             | Bautizados católicos | Total     | % de católicos | Total      | Clero secular | Clero regular | Bautizados por sacerdote | Diáconos permanentes | Varones    | Mujeres    | Parroquias |
| ------------------------------------------------------------------------------- | -------------------- | --------- | -------------- | ---------- | ------------- | ------------- | ------------------------ | -------------------- | ---------- | ---------- | ---------- |
| 1969                                                                            | 108 455              | 393 991   | 27.5           | 42         | 23            | 19            | 2582                     |                      | 28         | 39         | 11         |
| 1980                                                                            | 349 595              | 590 000   | 59.3           | 40         | 21            | 19            | 8739                     |                      | 34         | 42         | 14         |
| 1990                                                                            | 271 000              | 807 000   | 33.6           | 60         | 39            | 21            | 4516                     |                      | 21         | 82         | 15         |
| 1999                                                                            | 332 735              | 1 010 000 | 32.9           | 47         | 38            | 9             | 7079                     |                      | 26         | 93         | 15         |
| 2000                                                                            | 336 000              | 1 023 000 | 32.8           | 44         | 35            | 9             | 7636                     |                      | 10         | 85         | 15         |
| 2001                                                                            | 410 230              | 885 241   | 46.3           | 47         | 38            | 9             | 8728                     |                      | 9          | 97         | 15         |
| 2002                                                                            | 420 088              | 1 000 241 | 42.0           | 47         | 39            | 8             | 8938                     |                      | 8          | 94         | 15         |
| 2003                                                                            | 426 948              | 1 100 895 | 38.8           | 41         | 33            | 8             | 10 413                   |                      | 21         | 95         | 15         |
| 2004                                                                            | 438 151              | 1 112 754 | 39.4           | 37         | 27            | 10            | 11 841                   |                      | 20         | 93         | 15         |
| 2006                                                                            | 459 398              | 1 173 000 | 39.2           | 38         | 29            | 9             | 12 089                   |                      | 20         | 87         | 15         |
| 2013                                                                            | 432 000              | 1 380 000 | 31.3           | 50         | 42            | 8             | 8640                     |                      | 31         | 97         | 16         |
| 2016                                                                            | 330 692              | 515 386   | 64.2           | 48         | 40            | 8             | 6889                     |                      | 18         | 99         | 16         |
| 2019                                                                            | 356 586              | 560 000   | 63.7           | 56         | 45            | 11            | 6367                     |                      | 18         | 115        | 17         |
| 2021                                                                            | 378 670              | 594 680   | 63.7           | 43         | 43            |               | 8806                     |                      | 11         | 113        | 17         |
| Fuente: Catholic-Hierarchy, que a su vez toma los datos del Anuario Pontificio. |                      |           |                |            |               |               |                          |                      |            |            |            |

## Episcopologio
- Cornelius Chitsulo † (9 de noviembre de 1956-28 de febrero de 1984 falleció)
- Gervazio Moses Chisendera † (25 de junio de 1984-7 de septiembre de 2000 renunció)
- Rémi Joseph Gustave Sainte-Marie, M.Afr. † (7 de septiembre de 2000-18 de febrero de 2006 nombrado obispo coadjutor de Lilongüe)
- Emmanuele Kanyama † (4 de julio de 2007-17 de febrero de 2018 falleció)
  - Sede vacante (2018-2021)
- Peter Chifukwa, desde el 8 de mayo de 2021